# Charlie Chaplin (sång)
"Charlie Chaplin" är en sång från 1977 av Tomas Ledin. Sången finns med på hans femte studioalbum Tomas Ledin. Charlie Chaplin som låten berättar om dog i december samma år.
Låten skrevs för Melodifestivalen 1977 där den framfördes av Eva Rydberg. Den slutade på sjunde plats och fick 57 poäng. Dirigent var Lars Samuelson. Låten gavs även ut på singel av Rydberg 1977.

## Låtlista (Rydbergs singel)
1. "Charlie Chaplin" (Tomas Ledin)
2. "Vilken man" ("This Will Be", Chuck Jackson, Marvin Yancy, Lars Nordlander)

### Fotnoter
1. 1 2  ”"Charlie Chaplin"”. Svensk mediedatabas. http://smdb.kb.se/catalog/search?q=Tomas+Ledin+Du+och+jag+och+sommaren&sort=OLDEST. Läst 14 januari 2013.
2. ↑  ”Melodifestivalen 1977”. Sveriges Television. https://www.svt.se/melodifestivalen/melodifestivalen-1977?. Läst 14 januari 2013.